# KF Shkupi
Der KF Shkupi (albanisch Klubi Futbollistik Shkupi, mazedonisch ФК Шкупи) ist ein Fußballverein in Skopje, der Hauptstadt Nordmazedoniens. 2022 wurde der Klub erstmals nordmazedonischer Meister.

## Geschichte
Im Jahr 2012 wurde der Verein mit dem FC Albarsa zusammengeführt, um den KF Shkupi zu bilden. Sie sind jedoch rechtlich nicht der Nachfolger des ursprünglichen FK Sloga Jugomagnat Skopje. Von beiden Vereinen werden die Vereinserfolge von der Football Federation Mazedonien getrennt gehalten. 2015 gelang dem FK Shkupi der Aufstieg in die Prva Makedonska Liga, die höchste mazedonische Spielklasse. Zur Saison 2018/19 folgte dann die erstmalige Teilnahme an der UEFA Europa League.

## Erfolge
- Nordmazedonischer Fußballmeister: 2021/22
- Mazedonischer Zweitliga-Meister: 2015

## Europapokalbilanz
| Saison  | Wettbewerb                    | Runde                  | Gegner              | Gesamt | Hin     | Rück    |
| ------- | ----------------------------- | ---------------------- | ------------------- | ------ | ------- | ------- |
| 2018/19 | UEFA Europa League            | 1. Qualifikationsrunde | Glasgow Rangers     | 0:2    | 0:2 (A) | 0:0 (H) |
| 2019/20 | UEFA Europa League            | 1. Qualifikationsrunde | FC Pjunik Jerewan   | 4:5    | 3:3 (A) | 1:2 (H) |
| 2020/21 | UEFA Europa League            | 1. Qualifikationsrunde | Neftçi Baku         | 1:2    | 1:2 (A) | 1:2 (A) |
| 2021/22 | UEFA Europa Conference League | 1. Qualifikationsrunde | KF Llapi            | 3:1    | 2:0 (H) | 1:1 (A) |
| 2021/22 | UEFA Europa Conference League | 2. Qualifikationsrunde | CD Santa Clara      | 0:5    | 0:3 (H) | 0:2 (A) |
| 2022/23 | UEFA Champions League         | 1. Qualifikationsrunde | Lincoln Red Imps FC | 3:2    | 3:0 (H) | 0:2 (A) |
| 2022/23 | UEFA Champions League         | 2. Qualifikationsrunde | Dinamo Zagreb       | 2:3    | 2:2 (A) | 0:1 (H) |
| 2022/23 | UEFA Europa League            | 3. Qualifikationsrunde | Shamrock Rovers     | 2:5    | 1:3 (A) | 1:2 (H) |
| 2022/23 | UEFA Europa Conference League | Play-offs              | KF Ballkani         | 1:3    | 1:2 (H) | 0:1 (A) |
| 2023/24 | UEFA Europa Conference League | 1. Qualifikationsrunde | FC Hegelmann        | 5:0    | 5:0 (H) | 0:0 (A) |
| 2023/24 | UEFA Europa Conference League | 2. Qualifikationsrunde | Lewski Sofia        | 0:3    | 0:2 (H) | 0:1 (A) |

Gesamtbilanz: 21 Spiele, 3 Siege, 5 Unentschieden, 13 Niederlagen, 21:30 Tore (Tordifferenz −9)